# Anisophyllea disticha
Anisophyllea disticha är en tvåhjärtbladig växtart som först beskrevs av William Jack, och fick sitt nu gällande namn av Henri Ernest Baillon. Anisophyllea disticha ingår i släktet Anisophyllea och familjen Anisophylleaceae. Inga underarter finns listade i Catalogue of Life.